# Ngứa
Ngứa (tiếng Anh: itch) là một cảm giác khiến cho cơ thể phản xạ lại bằng việc gãi. Khoa học đã chứng minh ngứa có nhiều điểm chung về mặt sinh lý với sự đau đớn, cả hai đều được coi là những hiện tượng gây khó chịu cho giác quan.

## Tổng quan
Có nhiều nguyên nhân gây ra ngứa. Ở người, ngứa là kết quả của phản ứng với môi trường xung quanh. Các yếu tố như thời tiết, vi khuẩn, bệnh tật đều có thể gây ra ngứa. Ví dụ, ta có thể bị ngứa khi tiếp xúc với lông thú (chó, mèo), phấn hoa; khi sử dụng xà phòng và các chất tẩy hoặc thậm chí khi cọ xát nhiều với các đồ kim loại, đồ trang sức.